# Uttje Dukkejaure
Uttje Dukkejaure är en sjö i Sorsele kommun i Lappland och ingår i Umeälvens huvudavrinningsområde. Sjön har en area på 0,0794 kvadratkilometer och ligger 642,4 meter över havet. Uttje Dukkejaure ligger i Vindelfjällen Natura 2000-område.

## Delavrinningsområde
Uttje Dukkejaure ingår i det delavrinningsområde (734095-148945) som SMHI kallar för Mynnar i Vivojukke. Medelhöjden är 740 meter över havet och ytan är 4,95 kvadratkilometer. Det finns ett avrinningsområde uppströms, och räknas det in blir den ackumulerade arean 9,24 kvadratkilometer. Vattendraget som avvattnar avrinningsområdet har biflödesordning 4, vilket innebär att vattnet flödar genom totalt 4 vattendrag innan det når havet efter 451 kilometer. Avrinningsområdet består mestadels av skog (34 procent) och kalfjäll (64 procent). Avrinningsområdet har 0,08 kvadratkilometer vattenytor vilket ger det en sjöprocent på 1,6 procent.